# Papa Lli
Lli o Linus (Volterra?, Toscana, ? - Roma, 23 de setembre de 76 o 79) va ser el segon bisbe de Roma, successor de sant Pere. La seva vida i el seu pontificat són pràcticament desconeguts i els anys del període de mandat confusos i distints segons l'autor; aproximadament hauria estat en el càrrec entre el 64/67 i el 76/79, segons es consideri la data de la mort de sant Pere.
L'Església Catòlica el considera el segon bisbe de Roma i, en conseqüència, el considera papa, segons s'exposa en el catàleg oficial de la Santa Seu, l'Annuario Pontificio, encara que alguns consideren que Lli és el primer, en tant que Pere, en qualitat d'apòstol, era superior a qualsevol bisbe o papa. No obstant això, cal tenir en compte que l'època de Lli és matinera en la història de l'Església i, per tant, es podria arribar a considerar que, més que un bisbe, car probablement no existia un càrrec com a tal, va ser un prevere, l'encarregat o el cap d'una primitiva Església romana.
És venerat com a sant i màrtir malgrat que aquesta darrera condició ha estat posada en dubte. La seva festivitat se celebra el 23 de setembre.

## Biografia
No se sap gairebé res de la seva vida i els historiadors no coincideixen en la datació del seu papat, però pràcticament tots els autors coincideixen en esmentar Lli com el successor de Pere. L'autor més antic que es refereix a Lli com a bisbe de Roma és Ireneu de Lió, a la seva obra Adversus haereses, escrita als voltants de l'any 180. Eusebi de Cesarea l'esmenta a la seva Història de l'Església, escrita abans de 326. Ambdós situen Lli immediatament després de Pere en el càrrec episcopal romà; en el cas d'Ireneu, probablement seguint una llista de bisbes romans que va existir en època del papa Eleuteri, entre els anys 174 i 189.
Altres autors que també l'esmenten com a tal són Juli Africà i Hipòlit. També és citat en el llistat del Catàleg Liberià, dins de la Cronografia del 354. Tanmateix, autors com Jeroni i Tertul·lià no coincidien a l'hora d'esmentar el successor de Pere, i en lloc d'esmentar Lli i Anaclet, hi situaven a Climent; motiu pel qual s'acostuma a considerar Ireneu una font històrica més fiable.
Habitualment s'identifica amb el Lli citat a La Bíblia, al final de la «Segona carta de sant Pau a Timoteu» del Nou Testament, saludant a Pau empresonat. Lli i els altres personatges citats, que són Clàudia, Eubul i Púdens, serien membres de la comunitat cristiana a Roma, coneguts de Timoteu. Entre els autors que l'identifiquen amb el bisbe hi ha Ireneu i Eusebi de Cesarea.

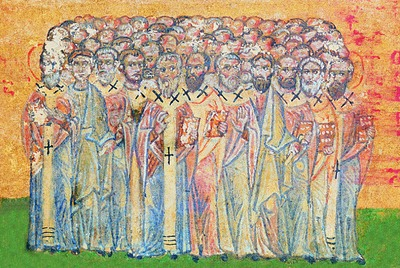
Els setanta deixebles en una miniatura d'un manuscrit grec del.

També apareix recollit el seu nom com a «Lli de Roma» en un llistat, segons el cànon ortodox, dels setanta deixebles de Jesús. Apareixen esmentats, sense concretar-ne gaires noms, en l'Evangeli segons Lluc, en el qual s'explica que els va escollir i enviar per parelles a diferents regions per tal d'anunciar la paraula de Déu. Tanmateix, això també és de dubtosa historicitat perquè Lli no apareix citat en l'evangeli i Eusebi esmenta que a la seva època no existia cap mena de llistat dels escollits i només se'n coneixien alguns noms, entre els quals no figura el de Lli.
Pel que fa als trets biogràfics concrets, el Liber Pontificalis el fa romà, un itàlic originari de la localitat de Volterra, a la regió de la Toscana, fill d'un tal Herculà, mentre que les Constitucions Apostòliques diuen que la seva mare es deia Clàudia. La figura de Lli s'associa a la dels apòstols Pere i Pau, establerts a Roma, dels quals seria col·laborador. Durant aquest període anterior al seu pontificat, Lli hauria estat enviat, suposadament, a predicar a la Gàl·lia, com a bisbe de Besançon. Posteriorment, se li va atorgar, en teoria, el govern de la diòcesi romana i Pere i Pau, conjuntament, el van nomenar al bisbat. Va accedir al càrrec després dels martiris i morts dels apòstols.
D'altra banda, a la persona de Lli se li atribueixen una sèrie de textos, com La vida i passió de sant Pere, on explica la disputa verbal que va mantenir amb Simó el Mag, i unes cartes sobre els martiris dels apòstols Pere i Pau, anomenades Martyrium Petri i Martyrium Pauli, que van ser enviades a les esglésies orientals, però que probablement són textos refets entre el segle iv i el segle v, o fins i tot del VI. En el cas del de Pau és, en realitat, un parafrasejat, una reconstrucció gnòstica, preservada només en fragments, de l'anomenada Acta Pauli, uns textos llegendaris de sant Pau sobre la conversió dels gentils. Tots aquests textos són apòcrifs i, per tant, no són de la seva autoria.

### Pontificat
Tradicionalment es va datar el pontificat de Lli entre els anys 56 i la seva mort, el 67, basant-se en el Catàleg Liberià i el Liber Pontificalis, i considerant que Pere finalitzà el seu pontificat el 55. Aquestes dates, però, són incorrectes. És més plausible que el seu pontificat durés entre onze i dotze anys, ja que Eusebi en menciona dotze i hauria finalitzat el seu mandat el segon any de regnat de l'emperador Tit Flavi (80). La historiografia de principis del segle xxi el situa l'origen del seu pontificat entre els anys 64 i 67, i el final del seu pontificat entre el 76 i el 79; tot i que altres l'allarguen fins al 80.
Possiblement per aquesta confusió, autors del segle iv com Rufí d'Aquileia situaven a Lli com a cap de la comunitat romana en vida de l'apòstol, i consideraven a Climent el successor de sant Pere en el bisbat de Roma. Per això a les Constitucions Apostòliques s'apunta que és ordenat específicament com a bisbe, en vida dels apòstols, per Pau, i es considera que Climent I fou el segon papa, comptant a Lli com el primer. Tanmateix, aquestes hipòtesis no se sostenen perquè, com esmenta Ireneu, que és una font considerada més creïble, Lli va ser l'escollit per comandar l'Església a la mort de Pere i Pau, martiritzats durant la persecució de Neró, i va ser al final d'aquesta persecució que Lli va iniciar el pontificat. Per això les datació del mandat des de la mort dels apòstols és inexacta.

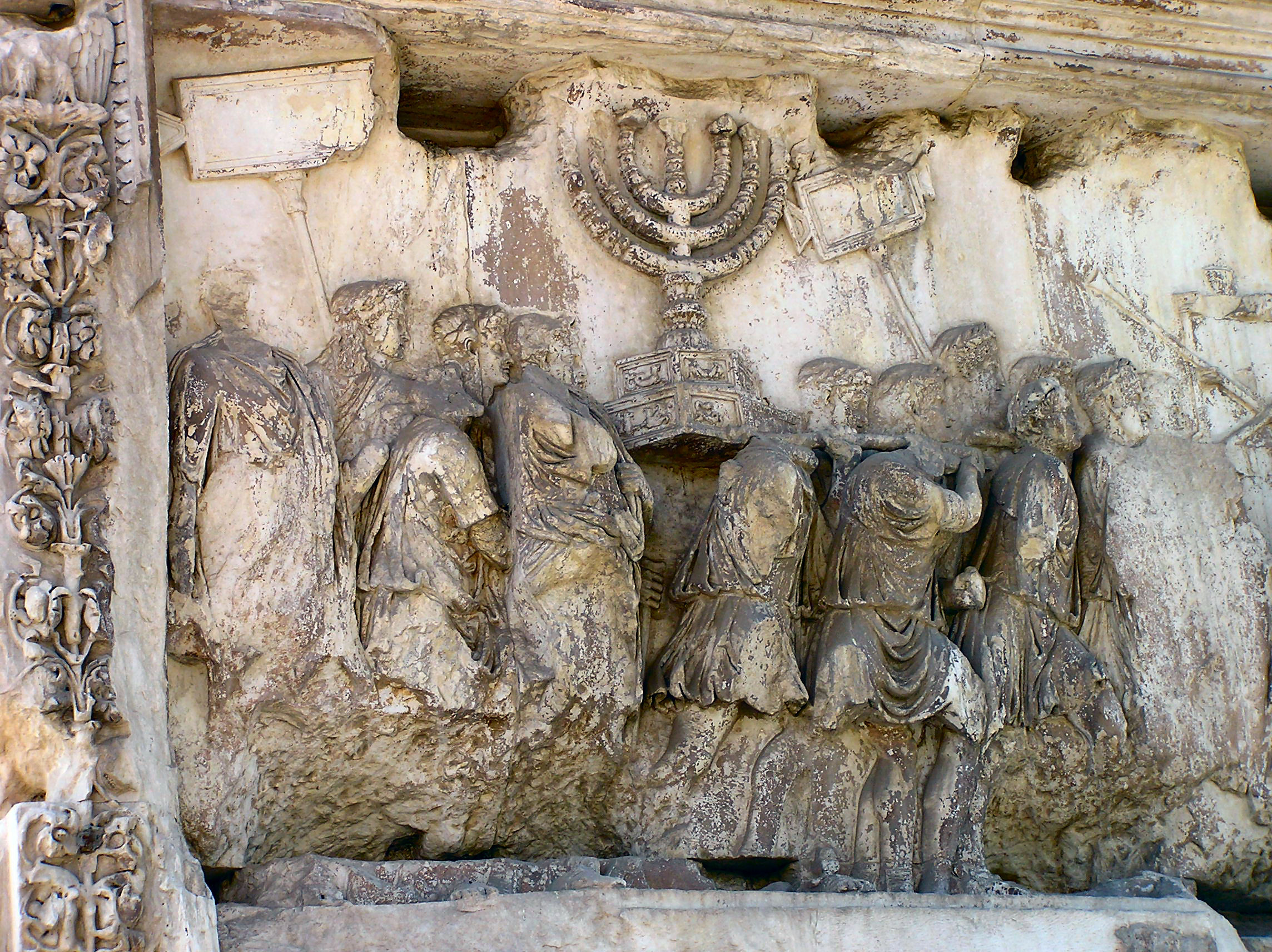
Detall de l'Arc de Titus representant una processó amb els tresors del Temple de Jerusalem, després de la victòria de l'emperador sobre els jueus.

L'època durant la qual exerceix el càrrec és la d'una Església que viu a l'ombra de l'Estat romà, i encara amb una enorme influència de la tradició grega. Poc temps abans d'acabar el seu pontificat, Lli viu l'arribada massiva de presoners jueus a Roma. Això passa després que l'Imperi destrueixi la ciutat de Jerusalem i llur temple per ordre de l'emperador Tit Flavi en sufocar una violenta revolta, iniciada l'any 66, que va dur a la presa de Palestina i a assetjar la seva capital. Molts dels presoners van acabar treballant en la construcció de l'Amfiteatre Flavi. En aquests anys també es produeix el martiri dels evangelistes Lluc i Marc.
Les seves dues disposicions, de difícil verificació, apareixen esmentades en el Liber Pontificalis. Una és una ordre donada «de conformitat amb l'ordenança de sant Pere» segons la qual s'obligava a les dones a entrar a l'església amb un vel tapant-se el cap. No obstant això, aquesta atribució és una mera invenció de l'autor del Liber en copiar la «Primera carta als corintis», que va acabar atribuint-ho arbitràriament a Lli. Tanmateix, aquesta expressió representa un intent de conciliar la tradició segons la qual va ser Climent el successor de Pere, afirmant que Lli i Anaclet eren una espècie de companys de l'apòstol, segons l'argument de Rufí d'Aquileia en la traducció de les Recognitiones pseudoclementine, que en comparació a Ireneu, no mereix la mateixa credibilitat. La segona disposició que li atribueix el Liber Pontificalis és la creació dels primers quinze bisbes i divuit preveres.

### Mort

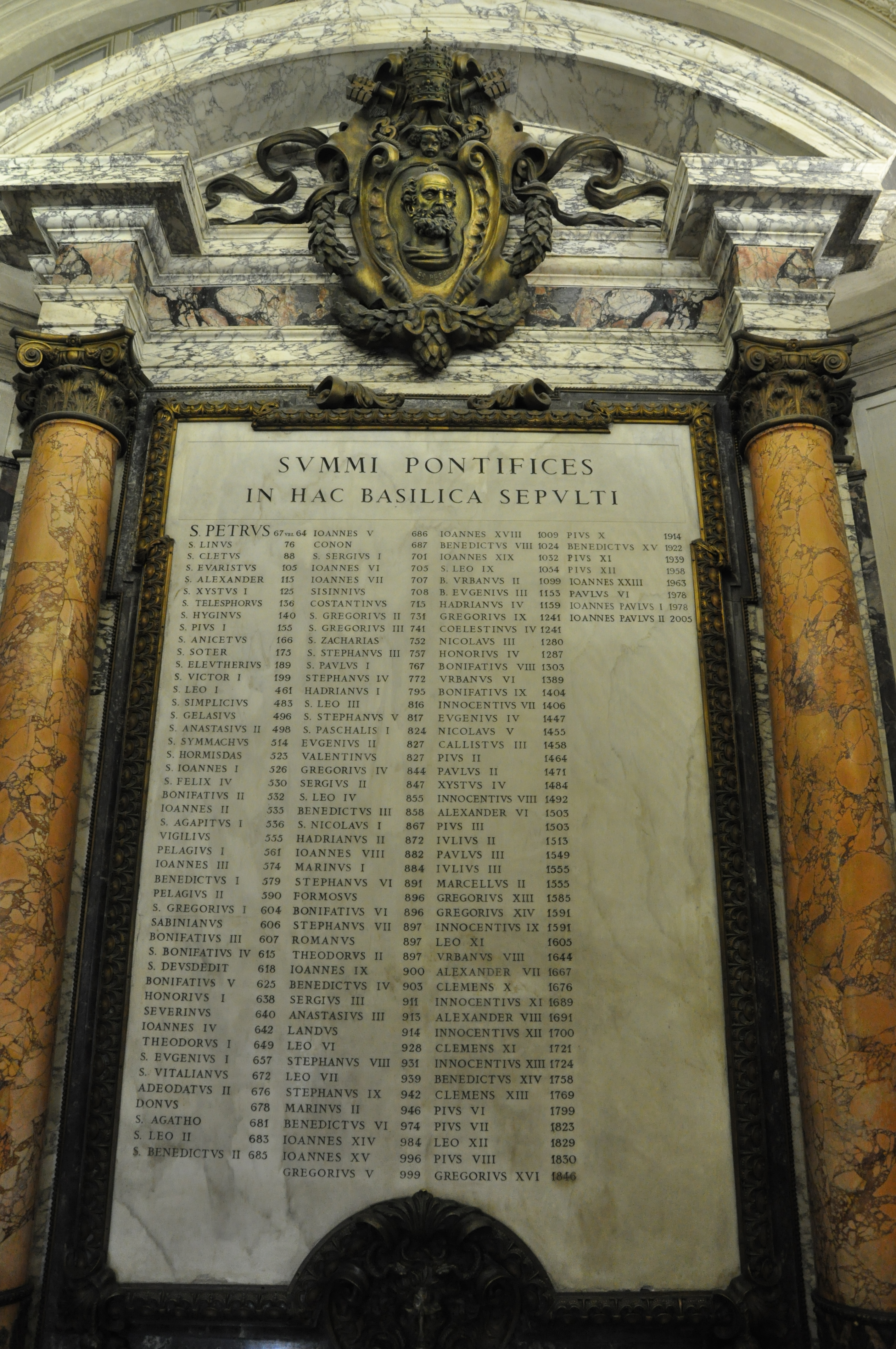
Llista de papes enterrats a les grutes sota la basílica de Sant Pere. Hi figura Lli, que segons la tradició va ser enterrat al «Vaticà», malgrat que no se n'hagi trobat la tomba.

A la seva mort, Lli va ser enterrat probablement al turó Vaticà. El Liber Pontificalis esmenta simplement «Batican», a sobre d'on actualment hi ha la basílica de Sant Pere del Vaticà, possiblement al costat de sant Pere. Quan es va construir l'edifici actual, el 1615, es va dur a terme una excavació, en el curs de la qual Francesco Maria Torrigio va recollir en les seves notes la troballa d'uns sarcòfags, entre els quals hi havia una làpida que durant un temps es va pensar que era de la tomba de Lli perquè hi havia inscrita la paraula LINVS. En realitat, però, des del segle ix els peregrins s'enduien suposades relíquies del sant als seus llocs d'origen. La dita inscripció va ser estudiada amb posterioritat per l'arqueòleg italià Giovanni Battista de Rossi i la possibilitat que fos la tomba de Lli va quedar totalment descartada, car el nom en qüestió que hi havia escrit era fragmentari i formava part d'un de més llarg, probablement «Aquilinus» o «Anullinus».
La tradició data la mort de Lli el 23 de setembre, però l'any és inexacte. L'Església catòlica el venera com a sant i celebra la seva festa en aquesta data. No obstant això, el Martyrologium Floro el commemorava el 26 de novembre, mentre que en la tradició grega s'esmenta el 4 o 5 de novembre. Sobre la seva santificació, en el segle iv no hi havia cap mena de tradició litúrgica, perquè a final del segle ii no existien aquest tipus de celebracions entorn dels màrtirs i, per això, Lli no apareix en la llista de festivitats de sants.
Una llegenda explica que va ser martiritzat i degollat per espasa pel cònsol romà Saturn. El relat del martiri i la seva santificació es remunta, possiblement, al segle ix, quan també se'l comença a considerar màrtir per mitjà de l'espasa; fins llavors, l'únic papa que es considerava que havia mort degollat era Telèsfor. Tanmateix, cal considerar també que la tradició cristiana, en general, considera que tots els papes anteriors a la promulgació de l'Edicte de Milà són màrtirs. No obstant això, els historiadors apunten que durant el mandat d'aquest bisbe, entre els regnats de Neró i Domicià, no es coneix l'existència de cap persecució envers els cristians, per la qual cosa és improbable que morís així. El 1969 el seu nom es va eliminar del Calendari romà i la seva festa reduïda, si bé s'ha mantingut al Martirologi romà amb la data del 23 de setembre i el seu títol.
De la tradició cristiana sobre el sant, al segle x se li va dedicar una capella a Milà per part del bisbe Arderico, en relació amb les tradicions hagiogràfiques locals. Segons Raffaele Maffei, la notícia sobre l'origen toscà va fer que una tradició local de Volterra, d'origen medieval, situés el seu naixement en aquesta localitat, en el si de la família dels Mauri. El 1513 es va edificar una església dedicada a sant Lli amb un convent annex, i també es van crear nombrosos textos sobre l'origen volterrà del sant.
El seu nom i el d'Anaclet apareixen en el cànon romà de la missa, al Comunicantes, en la qual es fa una successió de papes, sants i màrtirs, tal com esmenta el Liber Pontificalis.

## Lli i els Països Catalans
Una llegenda dels pobles d'Arboçols i Marcèvol, tots dos ara units a la mateixa comuna de la comarca del Conflent, a la Catalunya del Nord, situa en l'església parroquial de Marcèvol, Santa Maria de les Grades, l'enterrament de la mare del papa Lli. A Marcèvol hi ha també el monestir de Santa Maria.